# Кибибит
Кибибит се користи као јединица мере података у рачунарству и износи 1024 (210) бита.